# Carl Ingemund Lilliestråle
Carl Ingemund Lilliestråle,  född 17 april 1764, död 31 juli 1819 på Prästökna säteri i Barva socken, var en svensk militär och godsägare.
Han var son till kyrkoherden Gustaf Adolf Bröms och Maria Catharina von Palmcrona (1744-1811) samt dotterson till lagmannen i Uppland Carl Gustaf Boberg (1714-1771) adlad von Palmcrona. Från 1798 var han gift med Eleonora Winberg (1764-1808) som var dotter till kronobefallningsmannen Johan Winberg och från 1809 med Ulrika Vilhelmina Silfversparre (1781-1827) som var dotter till jägmästaren Fredrik Gustaf Silfversparre (1742-1805). 
Lilliestråle blev rustmästare vid Flemingska regementet 1777 och Livdrabant 1778. Han blev löjtnant i armén 1788. Han blev ryttmästare vid Zelowska kosackkåren, där han själv värvde sin skvadron 1789, skvadronen upplöstes 1790 efter krigets slut. Han blev ryttmästare vid Västgöta lätta kavalleriregemente 1791 och vid adelsfanan 1796. Lilliestråle blev kommenderad till lantvärnet 1808 och erhöll  majors avsked 1811 samt pension från 1817. Som militär medverkade han i hela det finska kriget på 1780- och 1790-talen och var bland annat stabsadjutant hos generallöjtnanten Pauli i den häftiga bataljen vid Keltis baracker. Som godsägare drev han bland annat Prostökna säteri och Äleby säteri.